# Општина Кошбук (Бистрица-Насауд)
Кошбук (рум. Coşbuc) општина је у Румунији у округу Бистрица-Насауд.
Oпштина се налази на надморској висини од 343 m.